# Důl Obránců míru
Důl Obránců míru je zaniklý černouhelný důl, který se nacházel na severním okraji vesnice Zbůch v okrese Plzeň-sever. V provozu byl v letech 1911–1977.

## Historie
Otevření dolu, zvaného původně Austria jubilejní, předcházel geologický vrtný průzkum, na jehož základě začal Západočeský báňský akciový spolek v letech 1908–1911 hloubit jámy, které postupně dosáhly hloubky 796 a 720 metrů.
Roku 1918 byl provoz přejmenován na Pokrok I a o dva roky později na Masarykův jubilejní důl. Toto jméno mu, s výjimkou druhé světové války, kdy nesl název Důl Adolf Hitler, zůstalo až do roku 1953, kdy byl znovu přejmenován na důl Obránců míru. Těžba skončila v roce 1977 a za celou dobu provozu dolu v něm bylo vytěženo asi 20,5 milionu tun uhlí. Od padesátých let dvacátého století u dolu existovalo hornické učiliště, uzavřené v roce 1966.

## Těžba
Důlní prostor Zbůch měřil asi 930 hektarů a nacházel se v katastrálních územích Zbůch, Úherce u Nýřan, Líně a Červený Újezd u Zbůchu. Těžní jámy byly původně hluboké 663 metrů a v hloubce do 140 metrů vedly zvodnělými horizonty, které způsobovaly přítoky vody v množství 1 400 litrů za minutu u první jámy a tisíc litrů za minutu u druhé jámy.
První uhlí bylo v množství 21 tisíc tun vytěženo v roce 1911. Důl byl rozdělen na tři patra v hloubkách 552, 646 a 784 metrů. Nejhlubší části (tzv. Sylviánské polo) v hloubce 855 metrů byly nejprve pokusně těženy slepými šachticemi, ale vzhledem k obtížím s dopravou byla nakonec první jáma prohloubena na konečnou hloubku 796 metrů. Největšího objemu těžby důl dosáhl v roce 1928, kdy bylo vyrubáno 442 800 tun uhlí.

## Muzeum
V roce 2019 otevřel Hornicko-historický spolek Západočeských uhelných dolů v bývalé vrátnici dolu muzeum zaměřené na dějiny těžby uhlí v plzeňské a radnické pánvi.